# مسعود خادم
مسعود خادم (زادهٔ ۱۳ بهمن ۱۳۵۱ در تهران) خوانندهٔ سبک پاپ، آهنگساز و نوازندهٔ تار اهل ایران است.

## زندگی هنری
مسعود خادم در ۱۳ بهمن سال ۱۳۵۱ در تهران متولد شد. او از سنین نوجوانی به تشویق پدر و مادر آواز خواندن را آغاز کرد. از استادان او به نام‌هایی همچون: «حاتم عسگری»، «محمود گروهی» و «ناصر وحدتی» می‌توان اشاره نمود. وی نواختن ساز «تار» را نزد استادانی چون: «رضا وهدانی»، «کمال میرزایی» و «محمدرضا لطفی» فراگرفت.
او از سال ۱۳۷۱ به گروه کر واحد موسیقی صدا و سیما پیوست. در این زمان دوره‌های سُلفژ و صداسازی را نزد اسفندیار قره‌باغی طی کرد. وی پس از مدتی به عنوان سولیست (تکخوان) در آثار تولیدی واحد موسیقی همکاری خود را با صدا و سیما آغاز کرد. او ترانه تیتراژ سریال‌هایی مانند: کت جادویی، آقای گرفتار، فقط به خاطر تو، کمکم کن، صدف و مروارید، همراه آفتاب و… را اجرا کرده‌است.

## آلبوم‌ها
- گمشده[۵][۶]
- پنجره عاشقی (آلبوم)[۷]
- عاشقم من[۸]
- گل عشق[۹][۱۰]
- هوس[۱۱]

## خوانندگی در فیلم و تلویزیون
وی در آثار تصویری زیر به عنوان خواننده همکاری کرده‌است:
- کت جادویی[۱۲]
- آقای گرفتار[۱۳]
- فقط به خاطر تو[۱۴]
- کمکم کن[۱۵]
- صدف و مروارید[۱۶]
- همراه آفتاب[۳]
- بوی غریب پاییز
- برنامهٔ تلویزیونی قند پهلو[۱۷]